# Kloroza
Kloroza ali bledica je rastlinska bolezen, ki se pogosto pojavlja predvsem pri vinski trti. Najpogosteje se pojavlja na trtah, ki rastejo na težkih, zbitih ali preveč vlažnih tleh ali v zemlji, v kateri je preveč apna. Apno namreč znižuje vsebnost železa v zemlji. Pri taki zemlji je treba pazljivo izbrati sorte vinske trte, take, ki prenesejo tako podlago.
Bolezen se kaže v obliki rumenih ali skoraj povsem belih listov z izrazito zelenimi listnimi žilami. Ob močnejšem izbruhu se listi na robu sušijo, trte pa se začnejo sušiti.
Trte, ki rastejo v taki zemlji, je treba, v izogib pojavu bolezni, gnojiti s kislimi gnojili, kot so amonijev sulfat, superfosfat ali kalijev sulfat. Proti bledici dokaj učinkovito delujejo različni pripravki, s katerimi trosimo po zemlji ali celo škropimo obolele trte. Kadar se bledica pojavlja zaradi pretežke zemlje, je treba tako zemljo pogosteje globoko obdelati in jo tako zračiti.